# 中島尚俊
中島 尚俊（なかじま なおとし、1947年（昭和22年）2月11日 - 2011年（平成23年）9月中旬）は、日本の会社役員で北海道旅客鉄道（JR北海道）の元代表取締役社長。

## 人物
北海道旭川市の旭川鉄道管理局職員の家に生まれる。1969年（昭和44年）に東京大学経済学部を卒業し、日本国有鉄道（国鉄）に入社した。20人の同期の中には石原進や小池明夫がいた。
入社後は営業職を中心に勤務。1987年（昭和62年）の国鉄分割民営化によりJR北海道に転籍、同社の鉄道事業本部営業部長を経て、1994年（平成6年）に取締役、1998年（平成10年）常務取締役旅行本部長、2003年（平成15年）6月に 代表取締役専務鉄道事業本部営業推進本部長、2007年（平成19年）6月に代表取締役社長に就任。社長時代には後に同社の社長となる島田修専務（当時）と共に、最大組合である北海道旅客鉄道労働組合（JR北海道労組）との深刻な労使癒着を改めるべく労政改革を推進し、一定の成果を上げた。
2011年（平成23年）9月12日、遺書を残し同日朝から行方不明であることをJR北海道が発表。午後には石狩市内の海岸で本人の自家用車が発見される。同年9月18日早朝、釣り人が北海道小樽市・オタモイ海岸の沖合約1キロの海上で遺体を発見し、小樽海上保安部（第一管区海上保安本部所属）の巡視艇が収容した。北海道警の検視の結果、指紋などから遺体が本人であると確認された。
その後、遺書のうち社員宛てのものが公表された。そこには自殺の動機について直接的な表現はなかったが、当時社内で発覚した三六協定違反の謝罪や、同年5月に発生した石勝線特急列車脱線火災事故に触れたうえで安全意識の向上を社員に促す、といった文面がつづられていた。

### 自殺に至った経緯
中島の死の直前、JR北海道労組は先述した三六協定違反問題を巡って中島・島田両氏への激しい攻撃を行っていたほか、JR北海道労組との関係が深かった幹部らがJR北海道労組に協力して労政改革をとん挫させようとする動きが生じ、労政改革を事実上白紙に戻す内容の合意文書を会社とJR北海道労組で取り交わしていた。このように労使双方から激しい攻撃を受ける形となったために憔悴し、自殺に追い込まれたとの見方がある。
なお、JR北海道相談役であった坂本眞一は中島の死と組合問題の関連を否定していたが、3年後の2014年に自殺している。

## 国鉄時代
国鉄旅客局営業課時代には商品造成を研究する若手職員中心グループのリーダーをしていた。このグループの議論で『フルムーン夫婦グリーンパス』『ナイスミディパス』が発案された。